# Stevenage Athletic FC
Stevenage Athletic FC (celým názvem: Stevenage Athletic Football Club) byl anglický fotbalový klub, který sídlil ve městě Stevenage v nemetropolitním hrabství Hertfordshire. Založen byl v roce 1968 po krachu místního Stevenage Town. O osm let později nový klub potkal stejný osud v podobě krachu a následného zániku. Po jeho zániku byl ve městě založen klub Stevenage Borough.
Své domácí zápasy odehrával na stadionu Broadhall Way.

## Historické názvy
Zdroj: 
- 1968 – Stevenage Athletic FC (Stevenage Athletic Football Club)
- 1976 – zánik ⇒ založení klubu Stevenage Borough FC

## Úspěchy v domácích pohárech
Zdroj: 
- FA Cup
  - 3. předkolo: 1974/75
- FA Trophy
  - 2. předkolo: 1970/71, 1971/72, 1972/73, 1973/74

## Umístění v jednotlivých sezonách
Stručný přehled
Zdroj: 
- 1968–1970: Metropolitan League
- 1970–1971: Southern Football League (Division One)
- 1971–1976: Southern Football League (Division One North)

Jednotlivé ročníky
Zdroj: 
Legenda: Z - zápasy, V - výhry, R - remízy, P - porážky, VG - vstřelené góly, OG - obdržené góly, +/- - rozdíl skóre, B - body, červené podbarvení - sestup, zelené podbarvení - postup, fialové podbarvení - reorganizace, změna skupiny či soutěže
| Anglie (1968 – 1976) |                                               |        |    |    |    |    |    |     |     |     |        |
| Sezóny               | Liga                                          | Úroveň | Z  | V  | R  | P  | VG | OG  | B   | +/- | Pozice |
| 1968/69              | Metropolitan League                           | –      | 30 | 11 | 9  | 10 | 50 | 44  | +6  | 31  | 9.     |
| 1969/70              | Metropolitan League                           | –      | 28 | 15 | 9  | 4  | 54 | 22  | +32 | 39  | 2.     |
| 1970/71              | Southern Football League (Division One)       | –      | 38 | 12 | 7  | 19 | 55 | 79  | -24 | 31  | 16.    |
| 1971/72              | Southern Football League (Division One North) | –      | 34 | 8  | 8  | 18 | 41 | 69  | -28 | 24  | 15.    |
| 1972/73              | Southern Football League (Division One North) | –      | 42 | 12 | 13 | 17 | 50 | 63  | -13 | 37  | 17.    |
| 1973/74              | Southern Football League (Division One North) | –      | 42 | 19 | 11 | 12 | 65 | 46  | +19 | 49  | 7.     |
| 1974/75              | Southern Football League (Division One North) | –      | 42 | 16 | 13 | 13 | 62 | 48  | +14 | 45  | 11.    |
| 1975/76              | Southern Football League (Division One North) | –      | 42 | 6  | 6  | 30 | 46 | 105 | -59 | 18  | 22.    |